# Каніфольний (Якшур-Бодьїнський район)
Каніфо́льний (рос. Канифольный) — село в Якшур-Бодьїнському районі Удмуртії, Росія.
Населення — 473 особи (2010; 491 в 2002).
Національний склад (2002):
- росіяни — 48 %
- удмурти — 33 %

## Історія
Заснування села пов'язане з відкриттям тут у жовтні 1936 року дитячого будинку-інтернату для розумово відсталих дітей. Саме з село засноване 1938 року.

## Урбаноніми[4]
- вулиці — Зоря, Лісова, Молодіжна, Нагірна, Нова, Центральна
- провулки — Новий, Сосновий